# Deva (cioccolata)
Deva (lett. "ragazza") è una barretta di cioccolato con sapore di rum prodotta da una fabbrica di ciocolato slovacco con lo stesso nome. Le barrette di cioccolato originale, Deva Klasik, sono state prodotte sin dal 1951.
Nel passato, la barretta di cioccolato Deva era conosciuta con il nome Milena. Questo nome è attualmente utilizzato da un prodotto simile della fabbrica di cioccolato ceca Orion.
Durante il regime socialista in Cecoslovacchia, le tavolette venivano esportate anche in Canada, Stati Uniti e Emirati Arabi Uniti. Negli anni 1980 anche in Regno Unito, Singapore, Arabia Saudita, Kuwait, Yemen, Afghanistan e Australia. Ora c'è interesse per l'Asia, in particolare per la Cina e ancora per Singapore